# Larissa Riquelme
Larissa Mabel Riquelme Frutos (Asunción, 22 febbraio 1985) è una modella, personaggio televisivo e attrice paraguaiana.
Nel 2010 è stata la modella più pagata in Paraguay.

## Biografia
Larissa deve la sua fama al campionato mondiale di calcio 2010, quando venne fotografata durante la partita tra il Paraguay e la Slovacchia. Le foto la mostravano con una maglietta molto scollata, con i colori della sua nazione, col telefono cellulare sostenuto tra i seni. Le foto fecero il giro del mondo, furono pubblicate su giornali e siti web, decretando la sua fama.
Dopo essere diventata la persona più ricercata su Internet, il giornale sportivo più diffuso in Spagna, Marca, l'ha nominata "World Cup's Girlfriend". In Paraguay è il volto del deodorante Axe.
Nel 2011 ha conquistato la copertina del mensile Playboy.